# Pavel Kiryl'čyk
Pavel Wasiljewicz Kiryl'čyk (in bielorusso Павел Васiльевiч Кірыльчык?, angl. Pavel Kirylchyk; Minsk, 4 gennaio 1981) è un ex calciatore bielorusso, di ruolo centrocampista.

## Carriera

### Club
Ha giocato nel campionato bielorusso, ucraino, russo e kazako.

### Nazionale
Con la nazionale under-21 del suo paese ha preso parte ai campionati europei di categoria nel 2004.
Tra il 2004 ed il 2005 ha giocato complessivamente 4 partite nella nazionale maggiore bielorussa.

## Palmarès

### Club

#### Competizioni nazionali
- Supercoppa di Bielorussia: 1

Homel': 2012
- Druhaja liha: 1

Arsenal Dzjaržynsk: 2019